# ダレン・ポッター
ダレン・ポッター（Darren Potter、1984年12月21日 - ）はイングランド・リヴァプール出身のアイルランド国籍の元サッカー選手。現役時代のポジションはミッドフィールダー。

## 経歴
リヴァプールFCのアカデミーで育成され、2004年8月10日に開催されたUEFAチャンピオンズリーグ予選のグラーツァーAK戦でトップチームデビュー。
2007年1月、レンタルで加入していたウルヴァーハンプトン・ワンダラーズFCに移籍金25万ポンドで移籍。
2009年7月、レンタルで加入していたシェフィールド・ウェンズデイFCに完全移籍。
2011年6月、ミルトン・キーンズ・ドンズFCに加入。
2017年6月、ロザラム・ユナイテッドFCに加入。
2019年6月、トレンメア・ローヴァーズFCに加入。

## 所属クラブ
- リヴァプールFC　2003-2007

→  サウサンプトンFC　2006(loan)
→  ウルヴァーハンプトン・ワンダラーズFC　2006-2007(loan)
- ウルヴァーハンプトン・ワンダラーズFC　2007-2009

→  シェフィールド・ウェンズデイFC　2009(loan)
- シェフィールド・ウェンズデイFC　2009-2011
- ミルトン・キーンズ・ドンズFC　2011-2017
- ロザラム・ユナイテッドFC 2017-2019
- トレンメア・ローヴァーズFC 2019-2020
- アルトリンチャムFC 2020